# Finale de la Coupe du monde féminine de basket-ball 2022
La finale de la Coupe du monde féminine de basket-ball 2022 sera un match de basket-ball qui aura lieu le 1er octobre 2022 au Sydney Super Dome à Sydney, en Australie, pour déterminer la gagnante de la Coupe du monde féminine de basket-ball 2022.

## En route vers la finale
| Rang | Équipe             | J | V | P | PP  | PC  | Diff | Pts |
| ---- | ------------------ | - | - | - | --- | --- | ---- | --- |
| 1    | États-Unis         | 5 | 5 | 0 | 536 | 305 | +231 | 10  |
| 2    | Chine              | 5 | 4 | 1 | 444 | 287 | +157 | 9   |
| 3    | Belgique           | 5 | 3 | 2 | 364 | 349 | +15  | 8   |
| 4    | Porto Rico         | 5 | 2 | 3 | 341 | 400 | -59  | 7   |
| 5    | Corée du Sud       | 5 | 1 | 4 | 346 | 494 | -148 | 6   |
| 6    | Bosnie-Herzégovine | 5 | 0 | 5 | 289 | 485 | -196 | 5   |

| Rang | Équipe             | J | V | P | PP  | PC  | Diff | Pts |
| ---- | ------------------ | - | - | - | --- | --- | ---- | --- |
| 1    | États-Unis         | 5 | 5 | 0 | 536 | 305 | +231 | 10  |
| 2    | Chine              | 5 | 4 | 1 | 444 | 287 | +157 | 9   |
| 3    | Belgique           | 5 | 3 | 2 | 364 | 349 | +15  | 8   |
| 4    | Porto Rico         | 5 | 2 | 3 | 341 | 400 | -59  | 7   |
| 5    | Corée du Sud       | 5 | 1 | 4 | 346 | 494 | -148 | 6   |
| 6    | Bosnie-Herzégovine | 5 | 0 | 5 | 289 | 485 | -196 | 5   |

## Détails du match
| 1er octobre 2022 16h00 | Boxscore | États-Unis                                         | 83-61                               | Chine                                            |  | Sydney Super Dome, Sydney Affluence : 15985 Arbitres : Gatis Saliņš Wojciech Liszka Julio Anaya |
| 1er octobre 2022 16h00 | Boxscore | Score par quart-temps : 18-13, 25-20, 25-14, 15-14 |                                     |                                                  |  | Sydney Super Dome, Sydney Affluence : 15985 Arbitres : Gatis Saliņš Wojciech Liszka Julio Anaya |
| 1er octobre 2022 16h00 | Boxscore | Score par mi-temps : 43-33, 40-28                  |                                     |                                                  |  | Sydney Super Dome, Sydney Affluence : 15985 Arbitres : Gatis Saliņš Wojciech Liszka Julio Anaya |
| 1er octobre 2022 16h00 | Boxscore | Wilson, 19 Thomas, 9 Gray, 8 Gray, 21              | Points Rebonds Passes d. Évaluation | Li Y.R., 19 Li Y.R., 12 Yang L.W., 4 Li Y.R., 23 |  | Sydney Super Dome, Sydney Affluence : 15985 Arbitres : Gatis Saliņš Wojciech Liszka Julio Anaya |